# Pseudophaloe ninonia
Pseudophaloe ninonia là một loài bướm đêm thuộc phân họ Arctiinae, họ Erebidae.